# جوك هاميلتون
جوك هاميلتون (بالإنجليزية: Jock Hamilton)‏ (1872 بآير في المملكة المتحدة - 1 أكتوبر 1931 ببرستل في المملكة المتحدة) هو لاعب كرة قدم بريطاني (وحمل سابقاً جنسية المملكة المتحدة لبريطانيا العظمى وأيرلندا) في مركز الدفاع. لعب مع ليستر سيتي ونادي بريستول سيتي ونادي فولهام ونادي واتفورد ووولفرهامبتون واندررز وLoughborough F.C. ‏ وAyr F.C. ‏ وWellingborough Town F.C. ‏.